# Сухота
Сухо́та — село в Україні, у Бродівській міській громаді Золочівського району Львівської області. Населення становить 144 особи. Орган місцевого самоврядування - Бродівська міська рада.

## Історія
12 червня 2020 року, відповідно до розпорядження Кабінету Міністрів України № 718-р «Про визначення адміністративних центрів та затвердження територій територіальних громад Львівської області», село увійшло до складу Бродівської міської громади.
19 липня 2020 року, в результаті адміністративно-територіальної реформи та ліквідації Бродівського району, село увійшло до складу новоствореного Золочівського району.